# Ivan Gontsjarov
Ivan Aleksandrovitsj Gontsjarov (Russisch: Ива́н Алекса́ндрович Гончаро́в) (Simbirsk, 18 juni 1812 - Sint-Petersburg, 27 september 1891) was een Russische schrijver uit de 19e eeuw.

## Leven
Gontsjarov werd geboren in Simbirsk als zoon van een graanhandelaar. Op zijn tiende werd Ivan naar een kostschool in Moskou gestuurd. Later studeerde hij letteren aan de universiteit aldaar. Gontsjarov werd ambtenaar en maakte eerst in Simbirsk en later in Sint-Petersburg gestaag carrière.
In 1852 ging hij mee op een diplomatieke missie naar Japan, een lange zeereis via Kaap de Goede Hoop. Onderwijl raakte Rusland in oorlog met Engeland en Frankrijk en werd het te gevaarlijk om de terugreis te aanvaarden. Gontsjarov en een aantal officieren gingen over land terug naar Sint-Petersburg, waar zij pas in februari 1855 aankwamen.
Terug in Sint-Petersburg kreeg Gontsjarov een baan als censor. Deze baan kon in de ogen van zijn collega-schrijvers weinig goedkeuring vinden. In zijn privéleven ontmoette Gontsjarov onder meer de beroemde Russische schrijvers Tolstoj en Toergenjev. Met Toergenjev kwam hij in aanvaring nadat hij hem van plagiaat beschuldigd had. Die beschuldiging kon Gontsjarov echter niet hard maken en leek eerder ingegeven door jaloezie en achtervolgingswaan.
Gontsjarov stierf in 1891. Zijn niet geringe vermogen liet hij na aan de weduwe van zijn knecht en haar drie kinderen.

## Werk
Gontsjarov was de eerste Russische schrijver die oog had voor de positie van de knecht. Vóór Gontsjarov was de knecht een zwijgende aanwezige in de Russische literatuur. Gontsjarov toonde de knecht met al zijn nukken en grillen. Hij was geen sociaal bewogen schrijver die voor de bevrijding van de arbeider pleitte.
In 1847 verscheen Gontsjarovs eerste roman Een alledaagse geschiedenis (Obyknovennaja istoria) in het tijdschrift Sovremennik ("Tijdgenoot"). Het werd goed ontvangen. Literatuurcriticus Belinski roemde de natuurlijkheid van Gontsjarovs taal. Over zijn reis naar Japan schreef hij "Het fregat Pallada", door letterkundige Karel van het Reve een "meesterlijk reisboek" genoemd.

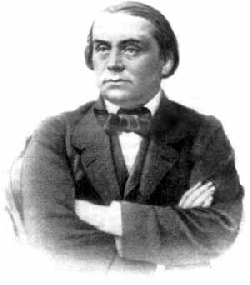
Gontsjarov

Verreweg het bekendste werk van Gontsjarov is Oblomov. Oblomov wordt gerekend tot de klassieke realistische romans uit de gouden periode van de negentiende-eeuwse Russische literatuur. Het boek werd direct na verschijnen een succes. De Russische minister van Onderwijs schreef over deze roman: "De held is een van die door de natuur rijkelijk bedeelde, maar zorgeloze en luie naturen, die hun leven doorbrengen zonder nut voor anderen en die er niet in slagen hun eigen geluk te grijpen. De kwaliteiten van het boek liggen in de artistieke uitvoering en de uitdieping van de details, waardoor het werk van de heer Gontsjarov zich onderscheidt." Naar aanleiding van dit werk schreef Dobroljoebov het boek Wat is oblomovisme?.
Het laatste bekende boek van Gontsjarov is Het ravijn (Obryv), waaraan hij zo’n twintig jaar werkte. Het verscheen in 1868 in een tijdschrift en in 1870 in boekvorm. Hij noemde het zelf zijn beste boek, maar de kritieken waren niet mals. Toergenjev was teleurgesteld: "Mijn haar valt uit van verveling". Na "Het ravijn" heeft Gontsjarov weinig meer gepubliceerd.
Karel van het Reve schreef (in zijn Geschiedenis van de Russische literatuur) over Gontsjarovs werk:
"In bepaalde dingen was hij een meester: gesprekken tussen heer en knecht, tussen bedienden onderling; het gedrag van verliefden; eten; het leven van een huis: de huishouding, het gepraat en gestommel. Helaas meende hij dat er in een romanheld veel moest omgaan en dat dat vele verteld en door de held van commentaar moet worden voorzien en bovendien nog eens van passend commentaar moet worden voorzien door de auteur".

### Romans
- 1836 Nymphodora Ivanovna. (Anoniem gepubliceerd, in 1960 aan Gontsjarov toegeschreven.[1])
- 1847 Een alledaagse geschiedenis
- 1848 Iwan Sawitsch Podjabrin
- 1859 Oblomow
- 1869 Het ravijn

### Reisverslag
- 1858 Het fregat Pallada